# Bombningen av Guernica

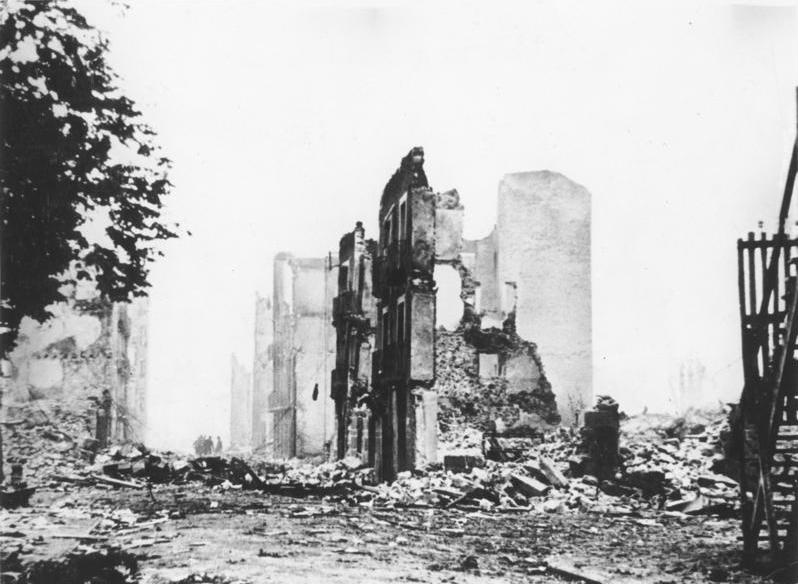
Guernica i ruiner 1937.

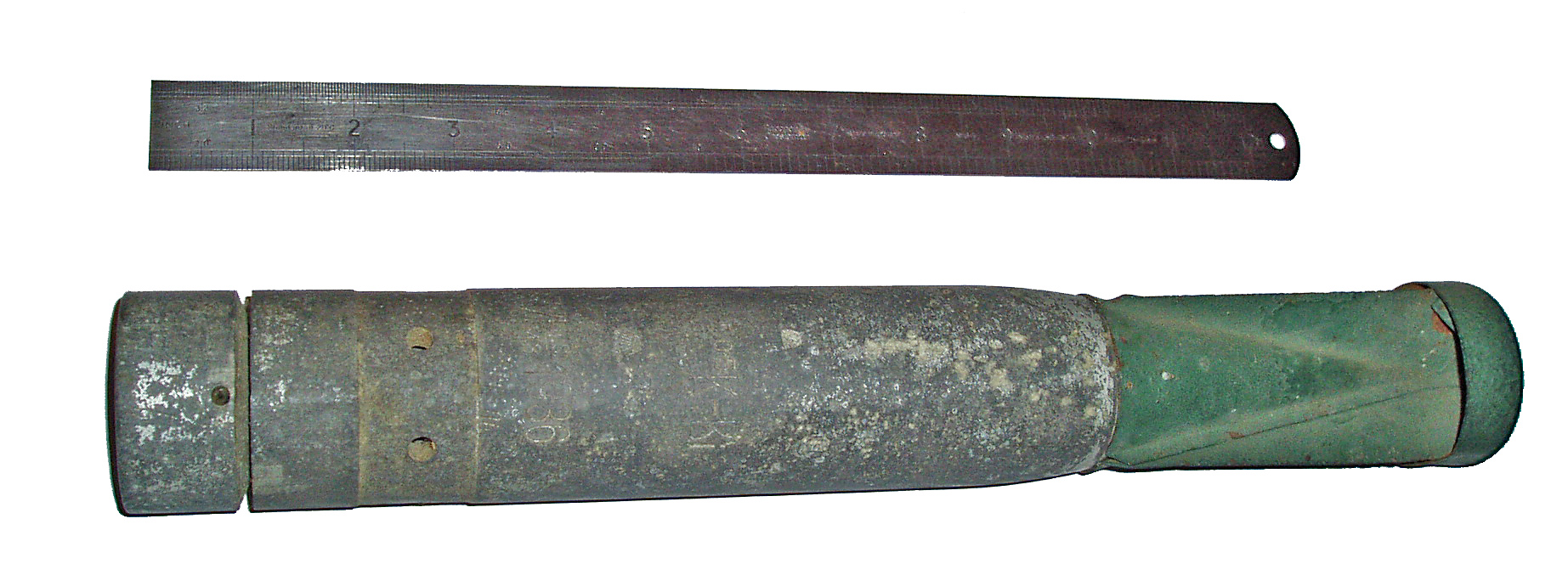
En Luftwaffe-bomb från 1936.

Bombningen av Guernica ägde rum över staden Guernica i Baskien, Spanien den 26 april 1937 under det spanska inbördeskriget och var ett angrepp från general Francos fascistiska allierade, närmare bestämt tyska Luftwaffe och italienska Aviazione Legionaria, under kodnamnet "Operation Rügen". Bakgrunden till angreppet, som skedde i form av bombanfall från luften, var att staden användes som kommunikationscentrum av Francos motståndare. Angreppet var avsett att förstöra broar och vägar, men dödade också många civila. Angreppet har blivit särskilt känt världen över tack vare Pablo Picassos målning, en av hans mest kända. En målning som skildrar angreppet och som han också lät döpa till Guernica. 